# Pier Francesco Meglia

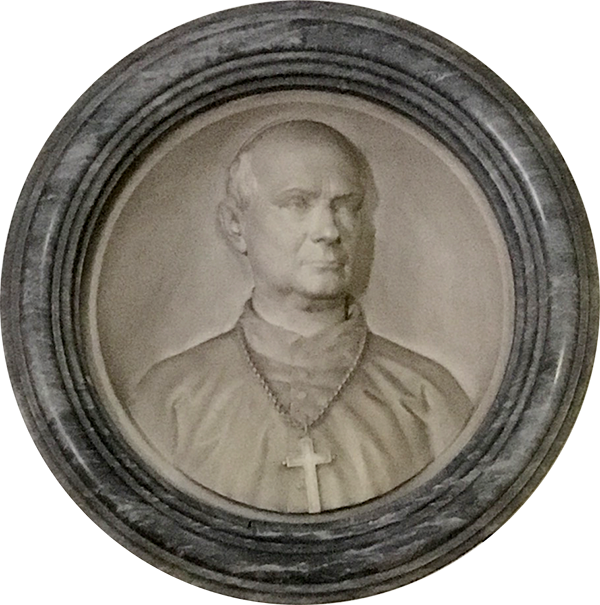
Pier Francesco Kardinal Meglia (Bildnis auf seinem Grab)

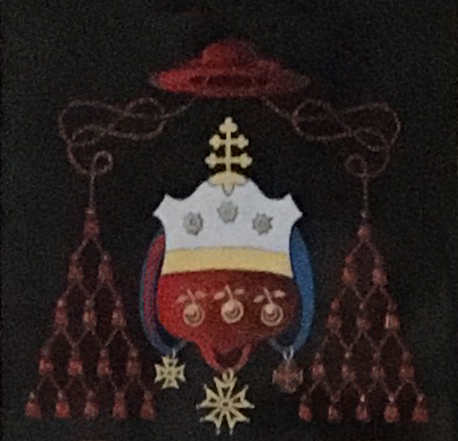
Meglias Kardinalswappen

Pier Francesco Meglia (* 3. November 1810 in Santo Stefano al Mare; † 31. März 1883 in Rom) war ein italienischer Kardinal.

## Leben
Meglias Eltern Stefano und Maria Caterina Garibaldi gehörten zur bürgerlichen Oberschicht in Santo Stefano. Seine Ausbildung erhielt er in den Seminaren in Genua und Savona und wurde am 24. September 1836 zum Priester geweiht. 1843 wurde er an der Universität La Sapienza zum Doktor beider Rechte promoviert. Seine Auszeichnung öffnete ihm die Türen für eine Karriere im diplomatischen Dienst und er wurde zunächst Sekretär der päpstlichen Nuntiatur im Königreich beider Sizilien. Nach dem Anschluss des Kirchenstaats an Italien wurde er als Auditor der Nuntiatur nach Frankreich entsandt und war zuletzt Hauptbeauftragter. Er musste in schwierigen Fragen mit dem Kaiser der Franzosen, Napoleon III., verhandeln.
Als er nach Rom zurückkehrte, wurde er am 22. September 1864 von Papst Pius IX. zum Titularbischof von Damascus geweiht. Daraufhin wurde er als Nuntius nach Mexiko entsandt und im selben Jahr von Maximilian I. empfangen. Er geriet jedoch in Lebensgefahr und musste über Nicaragua und Guatemala fliehen. 1866 wurde er Nuntius in Bayern.
1874 wurde er als Nuntius wiederum nach Paris entsandt. Auf Anweisung von Pius IX. krönte Meglia die Statue der Madonna von Lourdes, die so genannte „Vergine Incoronata“ (1877).
Im Konsistorium vom 19. September 1879 nahm ihn Papst Leo XIII. ins Kardinalskollegium auf. Er erhielt die Titelkirche Santi Silvestro e Martino ai Monti.
Kardinal Meglia starb im März 1883 im Alter von 72 Jahren.

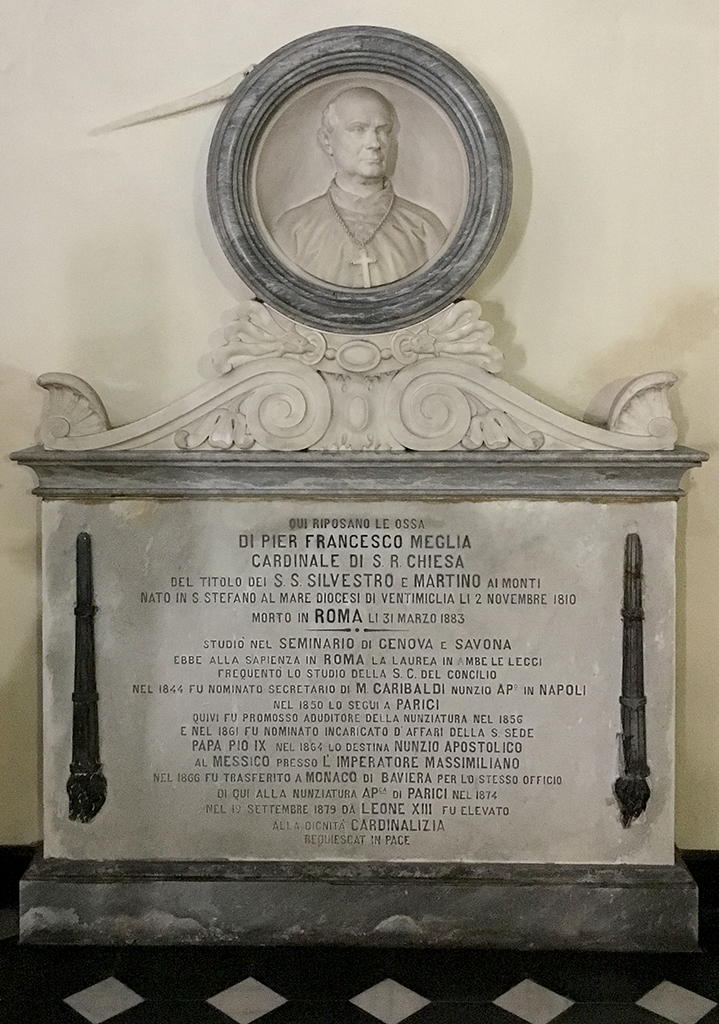
Grab von Meglia in der Chiesa di Santo Stefano

## Ehrungen
Von Napoleon III. wurde er zum Offizier der Ehrenlegion ernannt.